# 投げゴマ

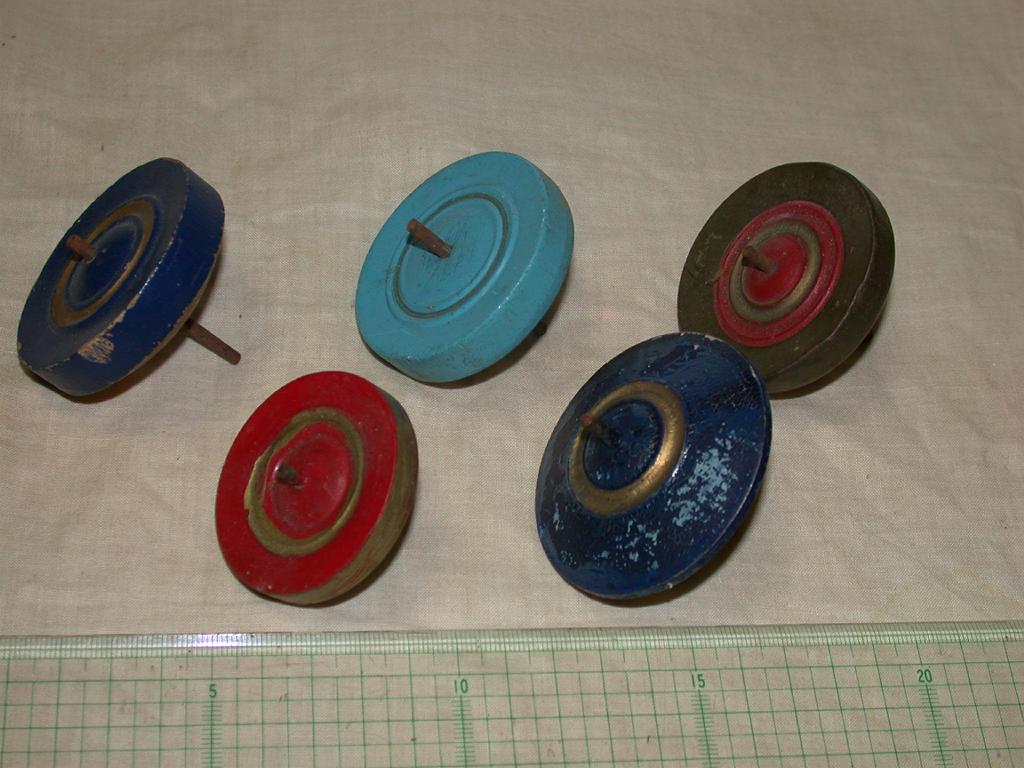
駄菓子屋的投げゴマ
木の独楽（1970年代に収集）

投げゴマ（なげゴマ）は、回し方によって独楽を分類した場合の類型のひとつ。胴体に紐を巻き付けた独楽を投げ出すことで回すもの。

## 概説
独楽を分類する方法として、どうやって回すかによるものがある。投げゴマはそのひとつで、独楽の胴体部分に螺旋状に紐を巻き付け、独楽本体を放り投げることで回すものを指す。紐巻きゴマという場合もある。独楽の軸に紐を巻き付けるものは糸巻きゴマと言い、これは投げずに、何らかの形で固定した独楽を紐を引くことで回す。
投げゴマは投げ方にこつがあり、多少の練習を要する。そのため、ひねりゴマや糸巻きゴマに比べて難易度は高い。それだけに扱う楽しみも大きい。日本では投げゴマが独楽の標準と考えられる傾向が強く、例えば正月のイラストなどで描かれる独楽や独楽回しは大抵投げゴマである。ヨーロッパでは漫画に独楽が出る場合、ぶちゴマである事も多い。
投げゴマは子供のおもちゃとして広く販売されているほか、郷土玩具にも各地の特有のものがあり、それぞれに名前がつけられている。また、ベーゴマも投げゴマのひとつである。

## 形と構造

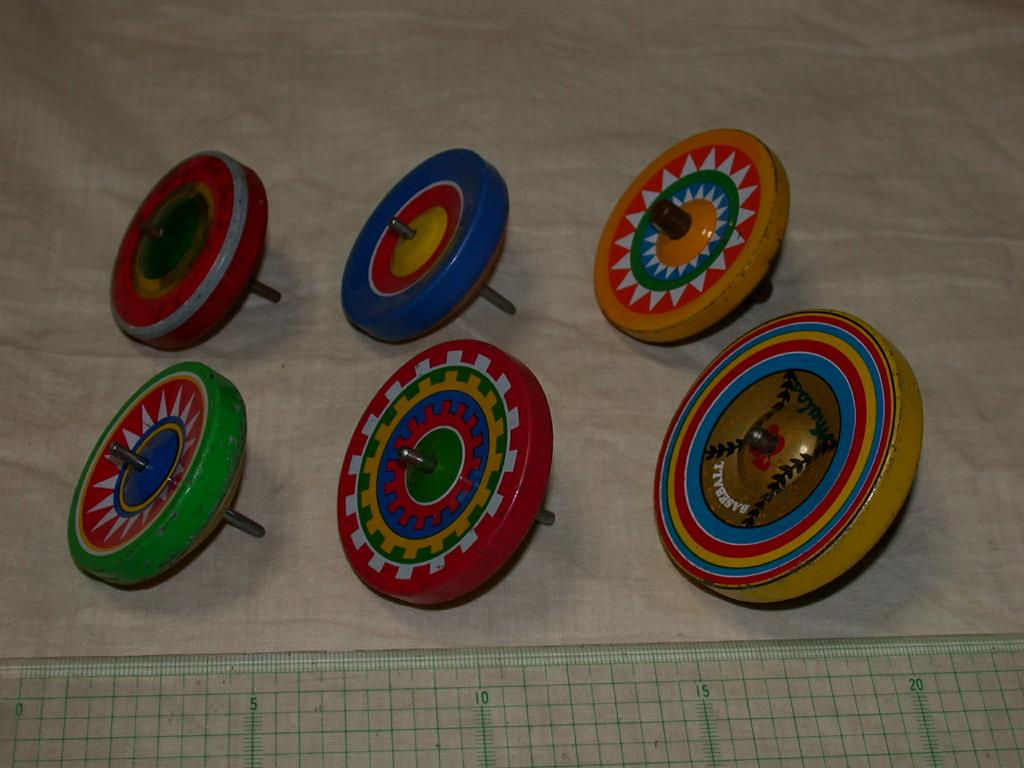
駄菓子屋的投げゴマ
ブリキの独楽（1970年代に収集）

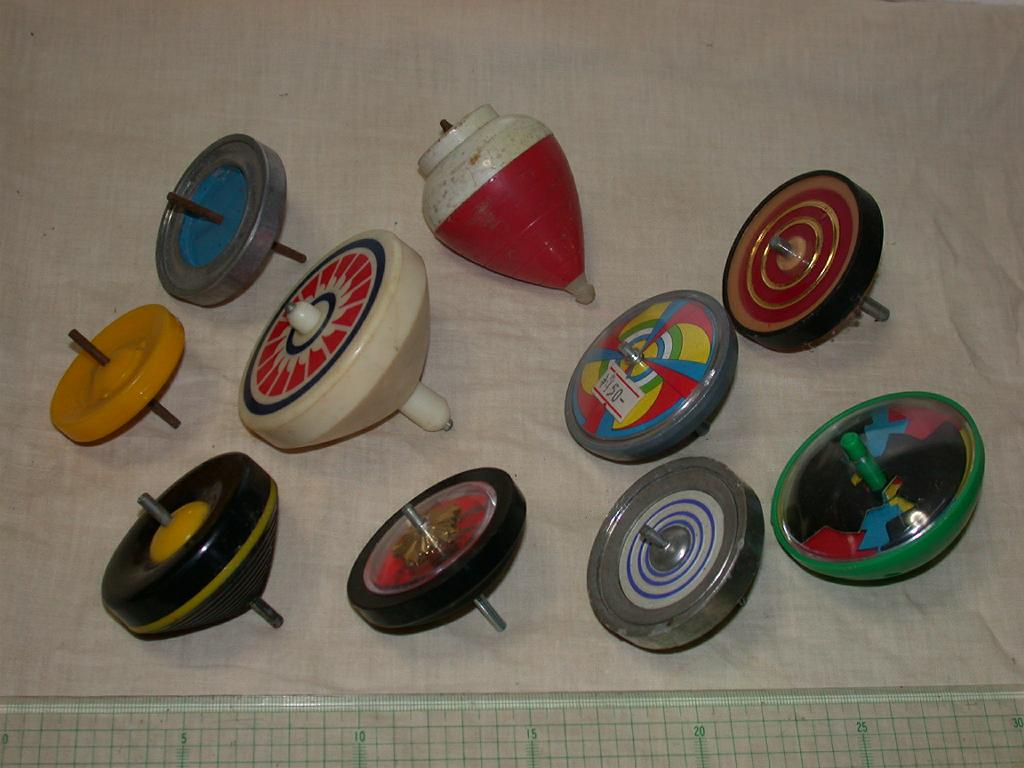
駄菓子屋的投げゴマ
プラステチックの独楽（1970年代に収集）

先に述べたように、投げゴマにもさまざまな種類があり、形態も一定ではない。いくつかの代表的なもののみについて述べる。
すべてに共通する特徴としては、胴体下面が逆円錐形、あるいはそれに近い曲面になっていることであろう。この面に下から紐を巻き付けて行く。普通はその頂点から軸が突き出すが、軸が突き出す形ではなく、胴の先端付近がくびれたものもある。いずれにしても、その部分が紐を巻く際の起点になる。また、ベーゴマのように突き出さないものもある。その場合は、紐の巻き方に特別の工夫がいる。
日本で最も普及している投げゴマは、子供のおもちゃとして駄菓子屋に並べられていたものである。若干の違いはあるが、基本的な形態は共通している。本来、材質には木が使用されるが、ブリキやプラスチックも近年では使われる。胴は平らな円筒形。上面は平坦かやや中央がくぼむ。同心円の隆起や溝が掘られ、その部分を色違いにしたものも多い。下面は浅い逆円錐形。中心を鉄芯が貫き、上には少し、下には胴体より長い程度に突き出て、先端はやや丸くなっている。回転の勢いをつけるためと、喧嘩用に側面に鉄の輪をはめたものもあり、鉄胴ゴマと呼ばれる。ただし、これらの玩具としての投げゴマの普及率は、平成に入って急激に下降している模様。

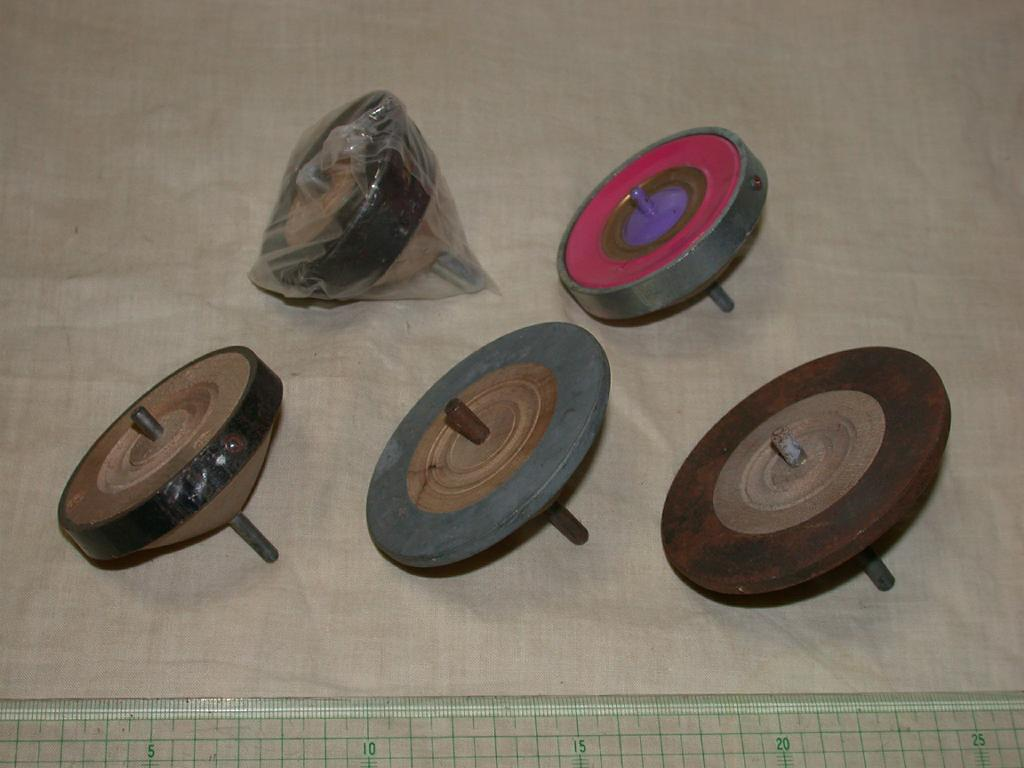
駄菓子屋的投げゴマ
鉄胴ゴマ（1970年代に収集）

日本では投げゴマは上記のような形を主として、円筒か逆円錐の胴を軸が垂直に貫く形をしているものが多い。郷土玩具の投げゴマは、たいていはこの形である。ただし軸も木で出来ている。また、大山ゴマは全体が木でできている。胴体はどんぶり型、下には太い木の芯が突き出る。ズグリゴマはやや平らなお椀型で上面は大きくお椀形にくぼむ。下からは木の芯が出るが、その先端が大きく丸く広がるのが特徴である。これは、青森の独楽で、雪の上で回すための工夫である。上面も下面と同じような曲線を描く、凸レンズ型のものもある。マレーシアのガシンは有名な投げゴマであるが、やや偏平ながら、これに類する形である。

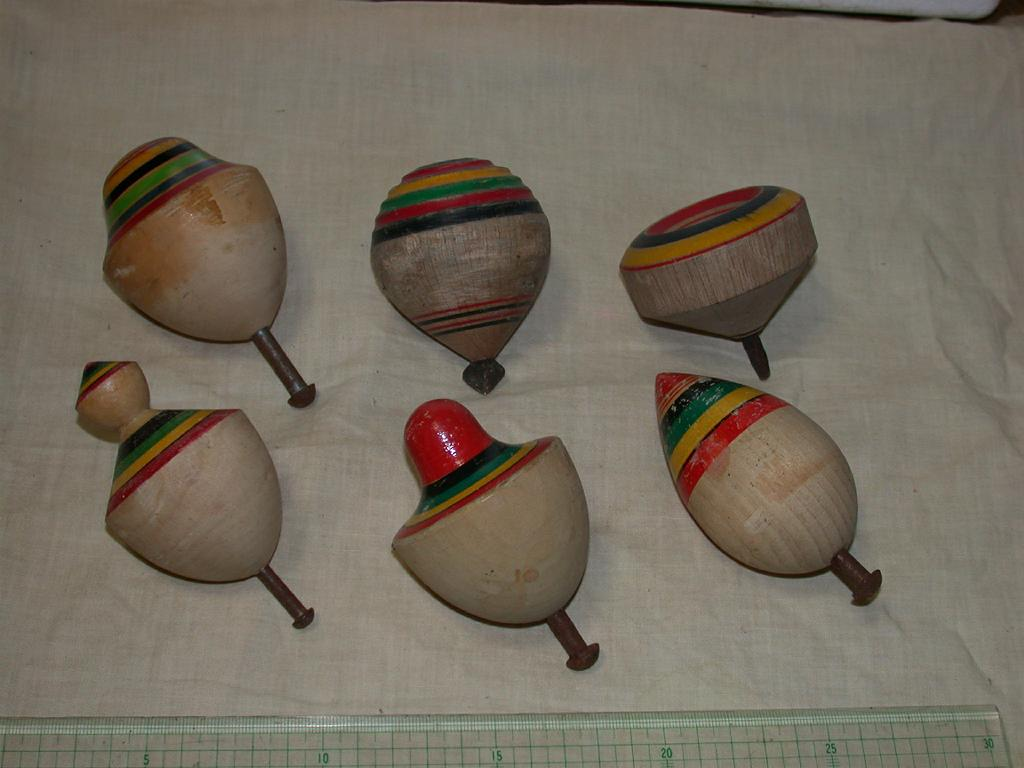
九州の投げゴマ

九州にはこのような形から大きく外れた投げゴマが何種もあるが、それらはおおよそ楕円形で、下側に逆円錐に尖った大抵は縦長の木の胴体を持ち、下側の端にクギを打ち込んだような形をしている。特に佐世保独楽が有名である。ヨーロッパの投げゴマもこれに近い形をしている。大抵は上面が丸く、下に逆円錐にとがり、下端に短い軸が打ち込まれている。このような形の投げゴマは、日本以外ではむしろ標準的なもののようである。これらはぶちゴマの形を強く残したものとも考えられる。

## 回し方
投げゴマは胴体に紐を巻き付けて回す。紐の巻き付け方にはいくつかの型がある。日本で最も普通に見られるのは、上に出た軸に紐の片端を引っ掻けて、胴の横を通って下に回し、下側の軸の基部に一度回し、それからその外側に次第に巻いて行き、側面部分近くまで巻き付ける手法である。上端でなく、最初から下端の軸に巻き付けて行く方法もある。また、細い軸の独楽の場合、軸にも少し巻き付け、それから胴へ巻いて行くと、より強く回転させることができる。ベーゴマの場合、上にも下にも軸はないので、特殊な巻き方が必要になる。詳細はベーゴマの項を参照。紐は太めのタコ糸のようなものを使うことが多いが、先端が細くて、次第に太くなる独自の紐を使う場合もある。紐の端は軸に引っ掻けるために結び目を作ることが多い。
紐を巻き切ると、紐の反対側の端を手で保持し、その手に独楽の胴を握る。握り方や紐の保持の方法はさまざまであるが、いずれにせよ、紐の端を手に把持したままで独楽を投げ出すことは共通である。独楽が投げ出されると、紐がほどけるにつれて独楽は回転し、紐が完全にほどければ独楽は回転しながら飛び出し、地上に落ちて回転を続ける。
これは、なかなか難しく、慣れぬ間は紐の端が独楽にからまったり、回転の軸がずれて横倒しになって転がったりすることが多い。うまく回せるようになると、独楽が離れる寸前に少し引き戻すようにすれば、より強い回転が得られる。初めは決まった場所に投げるのは難しいが、慣れれば好きな場所に投げ出せるようになる。引き戻し方を工夫すれば自分の手のひらで受けることもできる。
普通の投げゴマは、回してしまうとその後に回転を追加することは出来ない。ぶちゴマは鞭で叩いて回転させるので、回転を追加できるのが普通であるが、最初に回す時には紐を巻いて投げる投げゴマで、しかもその後は鞭で叩いて回す、というものも日本国外にはあるらしい。

## 遊び方
ただ回すだけでも楽しめるが、単に回すだけでなく、より困難な技術に挑戦するのも楽しみのひとつである。例えば投げた独楽を自分の手のひらで受ける技や、そこからもう一つの手に紐を渡し、その上を渡らせるなどの技術が知られている。紐を渡らせる場合、胴体と下側の軸の間の部分に紐がかかるようにする。
現在では伝えられていないが、江戸時代には投げゴマの曲ゴマがあり、例えば客の頭の上に向けて独楽を投げ、驚かせておいて引き戻し、実際には自分の手元で回すなどと言ったことをしたようである。
数人が集まれば、競争になる。どのような技ができるかを競ったり、回転維持時間を比べたりすることもある。マレーシアのガシンはこの後者の極めて高度な例で、一時間程も回転し続ける。
また、互いにぶつけ合うなどして、どちらが回り続けるかを競う喧嘩ゴマもよく見られる。鉄胴ゴマはそのために作られたものである。ベーゴマもこの範疇である。佐世保独楽の場合はさらに過激で、時には相手の独楽を割ってしまう。

## 歴史
独楽は世界各地で独立に発生したようで、その多くの場合、ぶちゴマが最初に登場している。ぶちゴマは鞭で叩いて回す独楽で、普通は止まっている状態から鞭で叩いて回すのであるが、回し始めはまず紐を巻き、これを引っ張って回す例がある。その辺りが投げゴマへと発展したのではないかと思われる。ヨーロッパでは17世紀以前は絵や文章に登場するのはぶちゴマばかりであったが、その頃から絵に投げゴマが登場し、両者がほぼ半ばするようになる。
日本では、江戸時代中期まではぶちゴマばかりで、その後投げゴマが出るようになるが、次第に投げゴマばかりとなり、江戸時代の終わり頃にはぶちゴマがほとんど見られない状況になる。ベーゴマも、江戸中期にはぶちゴマであったのが、明治には既に投げゴマになっていたらしい。この理由は、一つには江戸時代半ばに出現した曲ゴマなど、独楽の製造技術が大きく進歩し、しっかりと芯を通した独楽が作れるようになったためらしい。また、そのために軸のはっきりした独楽の形が定着したようである。明治から昭和にかけて、いわゆる投げゴマが子供のおもちゃとして全盛を誇り、独楽と言えばこの形を想起するようになったと思われる。
しかしながら、昭和末期より、投げゴマは次第にその勢力を衰えさせ始める。駄菓子屋には必ず数種以上の木やブリキの投げゴマ、鉄胴ゴマ、それにベーゴマが置いてあり、独楽紐が束にしてぶら下げられていたものが、そのような店は次第に少なくなり、販売される投げゴマの種類も少なっている。これは、テレビゲームなど子供の遊びの傾向が変わり、戸外での遊びの機会やその場が減ったことが大きい。また、手先や体を使った技量を習得することへの忌避感があるようでもある。バネを用いた、より手軽に回す装置を備えた独楽が増えている。独楽回しを推進するグループなどがいくつかあり、子供の遊びに独楽を復活させるべく取り組んでおり、投げゴマの講習会等が開かれているところもある。

## 特殊な例
投げゴマの楽しみの一つに、回っている独楽を手に乗せたり綱渡りさせたりという芸があるが、その際に直接に独楽を手に取ることはできない。手よりゴマのように、回った状態でつまめる軸がないからである。移動させる場合は、紐を独楽の下に持ち込み、ぶら下げるようにするか、紐を張って乗せるかする。これは結構難しい。
この部分を手軽にする工夫のある独楽もある。例えばプラスチック製の独楽であるが、外見上はごく普通の独楽でありながら、軸が胴体と別に回るようになっているものが販売されたことがある。これならば軸をつまんでも胴体が回っていられる、というものであったが、摩擦が結構あったため、あまり効果的ではなかった。
昭和40年代に鐘紡の懸賞で出た独楽は、鉄芯を磁石としたものであった。回転させた後に軸の上端に鉄を近づけると回ったままでくっついてくるので、吊り下げたまわせるもので、テレビCMでは、フライパンからぶら下げたりしていた。ちなみにその形は軸の目立たない洋梨型のものである。
独楽の楽しみの一つに、変わった動きをする独楽や、音が鳴るなどの特殊な機能を持つものがある。それらは仕掛けゴマなどと呼ばれるが、投げゴマにはそのような例が少ない。恐らく、そのような仕組みを作ると耐久力に難が生じて投げ出すことに耐えられなくなること、また、投げ出すという方法のため、落ち着いた高速回転が得られにくい、といった問題があるためと思われる。それでも、鳴りゴマや色変わりゴマの中に、投げゴマとした商品がある。しかし、あまり効果的であったとは思えない。
独楽の上に独楽を乗せて回す、という独楽がある。手よりゴマでそのような商品の例もあるが、軸が長いと安定させるのが簡単ではない。その点、投げゴマ型は上に独楽を乗せるのには向いているが、投げ出したのでは独楽が傾き、安定してその上に小さい独楽を置くのが難しい。そこを解消するために投げゴマであることをあきらめた商品もあった。投げゴマ型の独楽に投げゴマ式に紐を巻き付け、それを特性のホルダーに格納して紐を引くことで回す。そしてホルダーから出して回し、その上に小さい独楽を乗せて行く、という独楽があった。

## その他
独楽を武器として使うアイディアは漫画や小説等の創作（ジョージ秋山の『ぼんくら同心』、白土三平の『サスケ』、テレビアニメ『超電磁マシーン ボルテスV』など）で時折見かけるが、その場合、投げゴマが使われる。実際に存在した例はないようである。